# Llanaelhaearn
Llanaelhaearn è un villaggio con status di community del Galles nord-occidentale, facente parte della contea di Gwynedd (contea tradizionale: Caernarvonshire) e situato nella penisola di Llŷn. L'intera community conta una popolazione di circa 1 100 abitanti.

## Geografia fisica
La community di Llanaelhaearn si estende lungo la costa settentrionale della penisola di Llŷn (che si affaccia sulla baia di Caernarfon), ai piedi della catena montuosa di Yr Eifl, ed è situata a nord/nord-est del villaggio di Pwllheli e a nord/nord-ovest del villaggio di Criccieth.
Il villaggio principale, che dà il nome all'intera comunità, si trova nell'interno e dista circa 6 miglia da Pwllheli e da Nefyn. Lungo la costa si trova invece la località balneare di Trefor, che fa sempre parte della community e che dista poche miglia dal centro principale.
Dal villaggio di Llanaelhaearn si può raggiungere, attraverso un sentiero, il Tre'r Ceiri, una delle tre sommità che compongono la catena montuosa di Yr Eifl.

## Origini del nome
Il toponimo Llanaelhaearn significa letteralmente "chiesa (llan) di San Aelhaearn".

## Storia
La chiesa locale rivela che la località fosse un insediamento cristiano sin almeno dal V secolo d.C. In quel periodo, era attivo un discepolo di Beuno di nome Aelhaearn.

## Monumenti e luoghi d'interesse

### Architetture religiose
Principale edificio religioso di Llanaelhaearn è la chiesa di San Aelhaearn, che presenta una navata risalente al XII-XIII secoli, dei transetti risalenti al XV-XVI secolo, e che fu ampliata nel 1892.
Nei dintorni del villaggio di Llanaelhaearn si trova inoltre una fonte sacra dedicata sempre a San Aelhaearn.

## Società

### Evoluzione demografica
Nel 2018, la popolazione stimata della community di Llanaelhaearn era pari 1 168 abitanti, di cui 588 erano donne e 580 erano uomini.
La popolazione al di sotto dei 18 anni era stimata in 244 unità, di cui 149 erano i bambini al di sotto dei 10 anni, mentre la popolazione dai 65 anni in su era stimata in 241 unità, di cui 64 erano le persone dagli 80 anni in su.
La community ha conosciuto un incremento demografico rispetto al 2011, quando la popolazione censita era pari a 1 117 abitanti, e rispetto al 2001, quando la popolazione censita era pari a 1 067 abitanti.

## Geografia antropica

### Suddivisioni amministrative
- Llanaelhaearn
- Trefor